# 안진휘
안진휘(1991년 3월 6일~)는 대한민국의 아이스하키 선수로 포지션은 라이트윙이다. 현재 아시아리그 아이스하키의 안양 한라 아이스하키단 소속으로 뛰고 있다.

## 경력
서울특별시에서 태어난 안진휘는 7세 때부터 아이스하키를 시작했다. 경복고등학교와 고려대학교를 졸업했으며, 대학교 4학년 때인 2013년 핀란드 2부 아이스하키 리그인 메스티스의 팀인 키에코 반타에 입단하여 1시즌 동안 활동했다.
2014년 대한민국으로 돌아와 아시아리그 아이스하키의 대한민국 연고팀인 안양 한라 아이스하키단에 입단하였다. 안양 한라에 입단해서도 뛰어난 활약을 펼쳐 국가대표팀에 승선하였다. 모국 대한민국의 평창군에서 열린 2018년 동계 올림픽에 출전해 4경기에 출전하였다. 그중에서 플레이오프전인 핀란드와의 대결에서 2:3으로 쫓아가는 골을 기록하였다. 이후 참가한 2018년 세계 아이스하키 선수권 대회의 최고 디비전 대회인 챔피언십에서 미국과의 대결에서 1골을 기록하기도 했다